# کمترین مربعات وزنی
کمترین مربعات وزنی (به انگلیسی: Weighted least squares)، که همچنین به عنوان رگرسیون خطی وزنی شناخته می‌شود، تعمیم کمترین مربعات معمولی و رگرسیون خطی است که در آن دانش واریانس نابرابر مشاهدات (هتروسکداستیسیته) در رگرسیون گنجانده شده‌است. WLS همچنین تخصصی از کمترین مربعات تعمیم‌یافته است، زمانی که همهٔ ورودی‌های خارج از قطر ماتریس کوواریانس خطاها، تهی هستند.